# Elfers
Elfers est une census-designated place située dans le comté de Pasco, dans l’État de Floride, aux États-Unis.

## Démographie
| 2000   | 2010   | - | - | - | - |
| ------ | ------ | - | - | - | - |
| 13 182 | 13 986 | - | - | - | - |

Sa population s’élevait à 13 986 habitants lors du recensement de 2010.

## Source
- (en) Cet article est partiellement ou en totalité issu de l’article de Wikipédia en anglais intitulé « Elfers, Florida » (voir la liste des auteurs).